# Wilfrid Fox Napier

znak kardinála Napiera

Wilfrid Fox kardinál Napier OFM (8. března 1941 Swartberg) je římskokatolický kněz z Jihoafrické republiky, arcibiskup Durbanu, kardinál.

## Kněz
V roce 1960 vstoupil v Irsku do řádu františkánů. Prošel řádovou formací v noviciátě v Killarney, studoval na univerzitách v Galway a Lovani. Kněžské svěcení přijal 25. července 1970. Od následujícího roku působil ve farnostech Lusikisiki i Tabankulu. Poznal přitom několik místních jazyků a dialektů. V letech 1978 až 1980 plnil funkci apoštolského administrátora diecéze Kokstad.

## Biskup a kardinál
Dne 29. listopadu 1980 byl jmenovaný sídelním biskupem diecéze Kokstad, biskupské svěcení přijal 28. února 1981. Vícekrát vystupoval na obranu lidských práv v dobách apartheidu v Jihoafrické republice. V letech 1987 až 1994, v době velkých politických změn v JAR, vykonával funkci předsedy Jihoafrické katolické biskupské konference. Tuto funkci vykonával také v letech 2000 až 2008. Do čela arcidiecéze Durban nastoupil po svém jmenování 29. května 1982. Při konzistoři v únoru 2001 ho papež Jan Pavel II. jmenoval kardinálem.